# 纳迪尔·贾汉巴尼
三星中将（Sepahbod） 纳迪尔·贾汉巴尼 （羅馬化：Nāder-e Jahānbānī ; 1928年4月16日至1979年3月13日）是一位伊朗将军，伊朗帝国空军（IIAF）的杰出战斗机飞行员，也是伊朗末代沙阿穆罕默德·礼萨·沙·巴列维领导下的伊朗皇家空军副参谋长。尽管他于 1979 年被伊斯兰革命党人处决，但他与穆罕默德·哈塔米将军和阿米尔·侯赛因·拉比将军一起被广泛赞誉为“伊朗空军之父”，因为他使空军现代化，并成为一支在中东地区强大的空中力量，拥有先进的装备和先进的技术，例如F-14“雄猫” ，他们在两伊战争期间拯救了伊朗的关键基础设施。他也是伊朗国家特技表演队金冠飞行表演队的领军人物。他被昵称为“伊朗的蓝眼将军”。从许多方面来看，他被认为是他那个时代最优秀、最有能力的飞行员之一。

## 早年经历
贾汉巴尼于 1928 年 4 月 16 日出生于一个有着悠久军事历史的家庭。 他的父亲阿马努拉·贾汉巴尼 (Amanullah Jahanbani)是一名中将，曾与礼萨·沙阿·巴列维一起在波斯哥萨克旅服役。他是卡扎尔王子，法特赫·阿里沙的曾孙。  母亲海伦·卡斯明斯基来自彼得格勒的俄罗斯贵族。 他有一个妹妹梅赫莫尼尔（Mehremonir）和两个兄弟，帕尔维兹（Parviz）是伊朗帝国海军陆战队的一名军官，科斯罗（ Khosrow ）嫁给了沙赫娜兹·巴列维（Shahnaz Pahlavi） 。 
阿马努拉在贾汉巴尼 12 岁时被监禁，但礼萨沙去世后，他被释放，并被穆罕默德·礼萨·巴列维任命为参议员。 那时，他的父亲将他送到俄罗斯空军学院，他以外国学员的身份毕业，并于1950年以中尉军衔进入伊朗空军。 
1951年，贾汉巴尼被选派到德国菲尔斯滕费尔德布鲁克空军基地参加喷气式飞机飞行员培训学校，成为伊朗第一架喷气式战斗机F-84 Thunderjet的飞行员，该飞机计划于1955年交付，以及其他 15 名飞行员。培训结束后，10 名飞行员返回伊朗，而贾汉巴尼和其他 4 名飞行员则继续接受培训，在返回伊朗后成为教官。 

## 职业
完成喷气机教官飞行员课程并返回伊朗后，贾汉巴尼与穆罕默德·阿米尔·哈塔米和阿米尔·侯赛因·拉比等其他军官一起组建了伊朗第一支特技飞行队，名为金冠（Taje Talaii）。 
贾汉巴尼在 20 世纪 60 年代和 1970 年代帮助建立一支高效的空军，在伊朗空军中发挥了至关重要的作用。 曾任空军副司令员。 因此，他努力向伊朗战斗机飞行员灌输世界一流的空对空作战技能。贾汉巴尼领导的这项旨在提高飞行员能力的工作，在后来的两伊战争中对伊朗空军至关重要，当时伊朗空军飞行员明显战胜了伊拉克同行。 他还曾担任全国体育总会秘书长。 

## 个人生活
贾汉巴尼有两个妻子的两个孩子，一个儿子阿努希拉万（Anushiravan）和一个女儿戈尔纳尔（Golnar）。 他的儿子是他的第一任妻子 Azar Etessam 所生，女儿是他的第二任妻子Farah Zangeneh所生。赞格内是亚多拉·阿扎姆·赞格内上校的女儿。 两个孩子都住在美国。 贾汉巴尼的儿子贾汉巴尼有一个孙子，也叫纳德。 

## 死亡

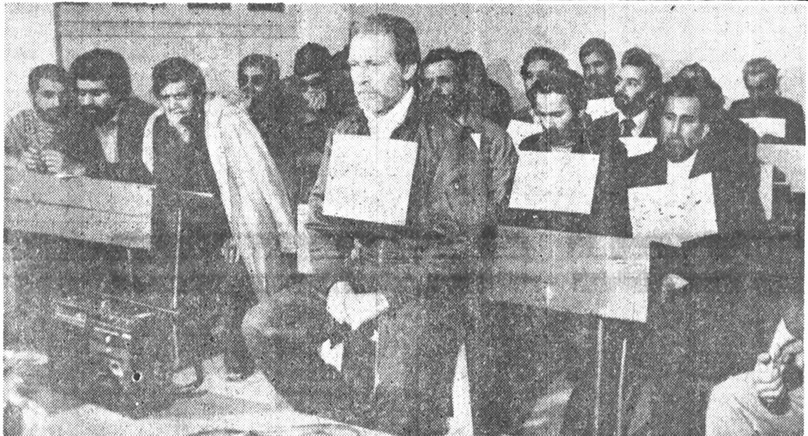

1978 年，当国王针对日益高涨的抗议活动宣布戒严并任命军官负责时，贾汉巴尼并不是军事指挥官之一，因为他在国内安全事务方面经验很少。结果，当国王离开伊朗时，贾汉巴尼不顾他的家人、美国空军的朋友以及国王本人和他的女儿沙纳兹（他的嫂子）的敦促，错误地认为他镇压抗议活动的安全官员不会受到可能的清洗和报复，而且他相信伊朗强大的空军将证明他对国家的忠诚，而不是对国王本人的忠诚。 此外，他对革命者的看法也很温和。 
然而，霍梅尼随后命令革命卫队在多尚塔佩的空军总部逮捕贾汉巴尼等人。 他是第一批被捕的将军之一，并被送往臭名昭著的萨德赫·卡尔哈利 (Sadegh Khalkhali)管理的法庭。贾汉巴尼也受到艾哈迈德霍梅尼的审判，霍梅尼告诉贾汉巴尼他是外国人。 贾汉巴尼回应称，他的祖先都是伊朗人。 

他被指控并被判有罪：
与国王的偶像崇拜政权有联系；腐败透顶；未指明的反革命罪行；对真主、真主的先知和第十二伊玛目的代表宣战
他被带到Qasr 监狱，并于 1979 年 3 月 13 日凌晨在院子里被枪杀。 
法拉赫·巴列维皇后写道：
“过了一会儿，我设法通过电话联系到一位好友，他的丈夫、空军中将纳德·贾汉巴尼刚刚被处决。在受到一位革命卫士的侮辱后，他有勇气打了他一巴掌。”她快要死了。她抽泣着，本该找到语言安慰她的我却只能陪着她哭。那天晚上，我绝望地在笔记本上写下了这样几行字：“我不觉得我让我有力量继续战斗。我宁愿为我的国家光荣而死，也不愿被笼罩在我身上的抑郁症拖向死亡。亲爱的真主，如果你在那里，请赐予我继续前进的力量。”